# Csiang Jüan
Csiang Jüan (Jiang Yuan) legendás személy a Kína történeti korszakát megelőző, öt császár korában és az ókori kínai mitológiában, a Csou (Zhou)-dinasztiát megalapító csou (zhou) törzs isteni ősének Hou-csi (Houji)nak, a Köleshercegnek az anyja.

## Alakja, legendái
A legelterjedtebb legenda szerint Csiang Jüan (Jiang Yuan) egy alkalommal a mezőn sétálva belelépett a Legfelsőbb Úr lábnyomába, és ekkor fogant meg. Amikor megszületett Hou-csi (Houji), megpróbált megszabadulni tőle, és egy tóba dobta. Bár nyár volt (6. holdhónap), a tó csodálatos módon befagyott így a gyermek nem fulladt meg, de nem is fagyott meg, mert madarak gyűltek köré, s szárnyaikkal betakargatták. Amikor a környékbeliek ennek hírét vették, rendkívül rossz előjelnek tartották az asszony viselkedését, ezért rárontottak, hogy büntetésként megverjék. Csiang Jüan (Jiang Yuan) öszvérháton próbált előlük elmenekülni, de a jószág meg sem moccant. Ekkor egy három napon tomboló vihar támadt, amelyben az asszony eltűnt. A vihar elmúltával a helybéliek egy újonnan keletkezett hatalmas dombot találtak, amelyet „Csiang Jüan (Jiang Yuan) sírjának” neveztek el.
Annak dacára, hogy a régi források szerint Csiang Jüan (Jiang Yuan) többször, többféle módon is megpróbált megszabadulni gyermekétől, a néphit később mégis mágikus erővel ruházta fel, és gyermekek védelmezőjeként tisztelték. Úgy tartották, hogy elég egy rézpénzt a sírjához dörgölni, és az a gyermek nyakába akasztani ahhoz, hogy védve legyen a bajoktól és a betegségektől. Csiang Jüan (Jiang Yuan) kultusza egészen a 20. századig fennmaradt, különösen Sanhszi (Shanxi) és Senhszi (Shaanxi) tartományban, ahol feltűnően sok Csiang Jüan (Jiang Yuan)höz kapcsolható helynév maradt fenn a mai napig.